# Formica testaceipes
Formica testaceipes é uma espécie de formiga do gênero Formica, pertencente à subfamília Formicinae.